# X-Men: Dark Phoenix
X-Men: Dark Phoenix (ve Spojených státech amerických pouze Dark Phoenix) je americký superhrdinský film z roku 2019 inspirovaný ságou Dark Phoenix z komiksu X-Men od Chrise Claremonta. Jedná se o dvanáctý a zároveň předposlední snímek z filmové série X-Men. Je přímým pokračováním filmu X-Men: Apokalypsa z roku 2016. V roli hlavní postavy Jean Greyové hraje Sophie Turnerová, dále v něm hrají James McAvoy (Profesor X), Michael Fassbender (Magneto), Jennifer Lawrenceová (Mystique), Nicholas Hoult (Beast), Tye Sheridan (Cyclops), Jessica Chastainová (Smith) a další. Režie se ujal Simon Kinberg, který dříve napsal scénáře k filmům X-Men: Poslední vzdor, X-Men: Budoucí minulost a X-Men: Apokalypsa.
Film byl premiérově uveden ve Spojených státech amerických 7. června 2019, v českých kinech měl premiéru o den dříve.

## Děj
Příběh začíná v roce 1975, kdy osmiletá Jean Greyová neúmyslným použitím své telekineze způsobí autonehodu, při níž zahynou její matka. Krátce nato ji profesor Charles Xavier vezme do Xavierovy školy pro nadané děti, kde mentálně vytěsní nehodu z jejích vzpomínek a pomáhá jí zdokonalovat psychické schopnosti.
V roce 1992, devět let po celosvětové devastaci způsobené En Sabah Nur, tým X-Menů reaguje na nouzový signál raketoplánu Endeavour, který je kriticky poškozen energií podobnou slunečnímu záření. Zatímco X-Meni zachrání všechny kosmonauty, Jean uvízne a nakonec absorbuje veškerou energii do svého těla. Jean tuto událost přežije a v důsledku její psychické síly velmi zesílí. Současně přestane fungovat její mentální blok, který Xavier vytvořil, a ona po duševním zhroucení nečekaně napadne mutanty, kteří se učí v Xavierově škole. Později odcestuje do svého rodného města Red Hook ve státě New York, když zjistí, že její otec je stále naživu. X-Meni se pokusí odvést Jean zpět, ona však zraní Petera Maximoffa (Quicksilver) a náhodně zabije Raven Darkhölme (Mystique) a X-Menům unikne.
Jean odcestuje na mutantní uprchlický ostrov Genosha, aby požádala Erika Lehnsherra (Magneto) o pomoc s ovládáním svých schopností. Erik ji však odmítne kvůli tomu, že se zapojila do boje s americkými vojenskými silami, jejichž úkolem bylo ho zatknout. Jean se setká s Vuk, lídryní mimozemské rasy měňavců známé jako D'Bari, která jí vysvětlí, že ji zachvátila síla kosmické energie, jež před lety zničila planetu obývanou D'Bari. Tato síla zničila všechny, s nimiž se setkala, až Jean jako první její působení přežila. Mezitím se Hank McCoy (Beast), který nesouhlasil s Xavierovou manipulací Jeaniných vzpomínek, připojí k Erikovi a jeho mutantním uprchlíkům, aby společně našli Jean v New Yorku.
Když se X-Meni dozvědí o Erikovu záměru zabít Jean, postaví se mu v New Yorku do cesty. Dojde k boji, přičemž Erikovi se podaří proniknout do budovy a konfrontovat Jean. Ta ho však s pomocí svých nových schopností přemůže. Xavier pak vstoupí do budovy spolu se Scottem Summersem (Cyclops). I na ně zprvu Jean zaútočí, Xavierovi se však podaří ji přesvědčit, aby si přečetla jeho vzpomínky - čímž vzkřísí její původní osobnost. Jean v pocitu lítosti požádá Vuk, aby jí odebrala její energii, brzy se však ukáže, že by to Jean zabilo. Xavier a Scott dokážou přerušit proces dříve, než Jean zcela zničí, Poté jsou obě mutantní frakce zajaty americkými vládními silami a umístěny do vlaku směřujícího k tajnému karanténnímu zařízení. Vlak přepadne Vuk a její D'Bariové. Vojáci čelící přesile měňavců zbaví mutanty okovů, aby jim pomohli bojovat s hrozbou. Xavier se v myšlenkách domluví s Jean a dovolí její osobnosti získat kontrolu nad silou v ní ukrytou. Vuk se opět pokusí z Jean vysát všechnu energii, ta však uvolní svůj plný potenciál a Vuk zabije. Poté sama zmizí ve vesmíru.
V důsledku celého incidentu je škola přejmenována na Školu Jean Greyové School pro nadané děti a jejím novým ředitelem se stane Hank. Xavier po desetiletích bojů za práva mutantů odchází do důchodu a usadí se v Paříži. Tam se setká s Erikem a zdráhavě souhlasí, že s spolu zahrají šachovou partii. Když začnou hrát, na obloze se objeví planoucí fénix. Jedna velká epocha mutantů končí.

## Obsazení
| James McAvoy         | Charles Xavier / Professor X |
| Michael Fassbender   | Erik Lehnsherr / Magneto     |
| Jennifer Lawrenceová | Raven Darkhölme / Mystique   |
| Nicholas Hoult       | Hank McCoy / Beast           |
| Sophie Turner        | Jean Grey / Phoenix          |
| Tye Sheridan         | Scott Summers / Cyclops      |
| Alexandra Shipp      | Ororo Munroe / Storm         |
| Kodi Smit-McPhee     | Kurt Wagner / Nightcrawler   |
| Evan Peters          | Peter Maximoff / Quicksilver |
| Jessica Chastainová  | Vuk                          |